# (9338) 1991 FL4
A (9338) 1991 FL4 a Naprendszer kisbolygóövében található aszteroida. Henri Debehogne fedezte fel 1991. március 25-én.